# Liste de tireurs d'élite de la Seconde Guerre mondiale sur le front de l'Est
Au cours de la Seconde Guerre mondiale des tireurs d'élite furent engagés dans le conflit opposant l'Union soviétique à l'Allemagne nazie et à ses alliés sur le Front de l'Est. Parmi ceux-ci, on dénombra 2 000 femmes soviétiques tireurs d'élite, dont 500 regagnèrent leurs foyers.

Le tireur d'élite totalisant le plus de victimes fut le Finlandais Simo Häyhä, sa petite taille (1 mètre 52)  ne l'empêcha pas de totaliser 542 soldats soviétiques tués au fusil. Les soldats servant dans l'armée soviétique lui attribuèrent le surnom de "Белая смерть" Belaya smert (la Mort Blanche). 

Grâce au film Stalingrad, Vassili Grigorievitch Zaïtsev (en russe : Василий Григорьевич Зайцев) fit une célébrité mondiale. Son rôle fut interprété à l'écran par l'acteur Jude Law. 

## Liste de tireurs d'élite en ordre décroissant de victimes

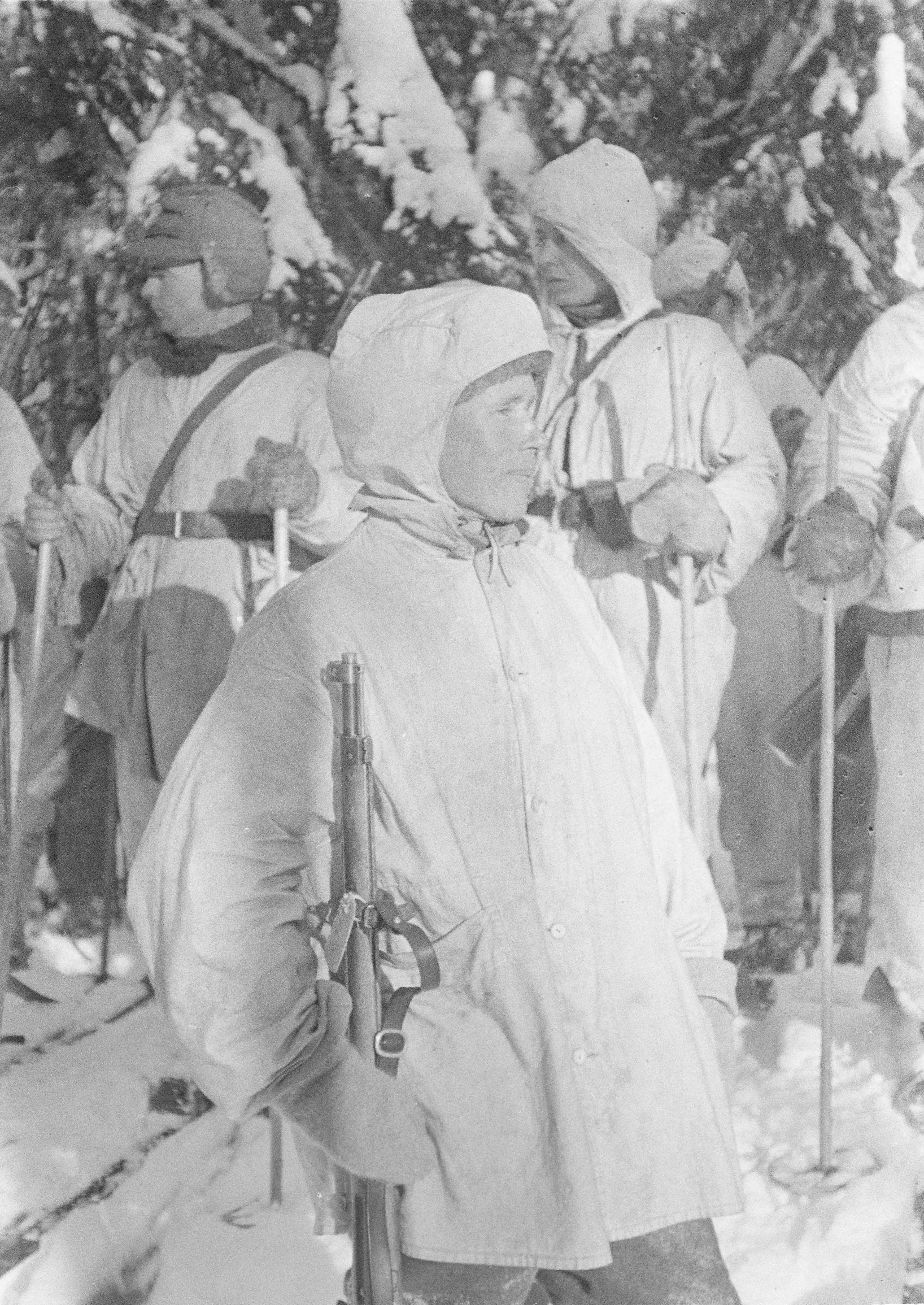
Simo Häyhä durant la guerre d'Hiver

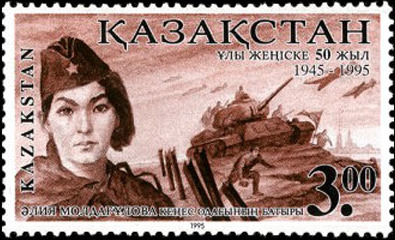
Le caporal Alya Niourmioukhambetovna Moldagoulova

- Simo Häyhä : (1905-2002), tireur d'élite finlandais au cours de la guerre d'Hiver de 1939-1940 avec son fusil M28 « Pystykorva », variante du Mosin-Nagant soviétique il totalisa 542 victimes.
- Ivan Mikhaïlovitch Sidorenko : (1919-1994), tireur d'élite soviétique, il totalisa 500 victimes.
- Nikolaï Iakovlevitch Ilyin : Servit au 50e régiment de fusiliers de la Garde de l'armée soviétique, il totalisa 496 victimes.
- Ivan Mikhaïlovitch Koulbertinov : En service dans la 23e brigade indépendante de ski, 7e régiment de parachutistes de la Garde, il totalisa 487 victimes.
- Vladimir Nikolaïevitch Ptchelintsev : En service dans le 11e régiment de fusiliers, il totalisa 456 victimes dont 14 tireurs d'élite.
- Piotr Alexeïevitch Gontcharov : En service dans le 44e régiment de fusiliers de la Garde, il totalisa 441 victimes.
- Mikhaïl Ivanovitch Boudenkov : En service dans le 59e régiment de fusiliers de la Garde, il totalisa 437 victimes jusqu'en septembre 1944, 100 avec mitrailleuse[4]
- Fiodor Okhlopkov : (1908-1968). Iakoute, en service dans les 1243e, 234e et 259e régiment de fusiliers de la Garde, le 23 juin 1944, il totalisa 429 victimes[5]. En 1965, il lui remis l'Ordre de Lénine.
- Fiodor Trofimovitch Dyachenko : En service dans le 187e régiment de fusiliers de la Garde, il totalisa 425 victimes.
- Vassili Ivanovitch Golosov: En service dans le 81e régiment de fusiliers de la Garde, en date de juillet 1943, il totalisa 422 victimes dont 70 tireurs d'élite[4].
- Stepan Vassilievitch Petrenko : En service dans le 59e régiment de fusiliers de la Garde, en septembre 1944, il totalisa 422 victimes dont 12 tireurs d'élite.
- Nikolaï Ivanovitch Galouchkine : En service dans la 50e division, il totalisa 418 victimes dont 17 tireurs d'élite.
- Afanasy Iemelianovitch Gordienko : En service dans la 136e division des fusiliers de la Garde, il totalisa 417 victimes.
- Sulo Kolkka : (1904-1988), durant la Guerre d'hiver, il aurait tué plus de 400 soldats et officiers de l'armée rouge ; il serait le second tireur d'élite au nombre de victimes dans l'armée finlandaise. Il totalise 400 victimes en 105 jours de guerre.
- Tuleugali Nasyrkhanovitch Abdybekov : En service au 8e régiment de fusiliers de la Garde, il totalisa 397 victimes.
- Semion Danilovitch Nomokonov : Il totalisa 367 victimes dont un général.
- Ivan Petrovitch Antonov : En service dans la 160e compagnie de fusiliers, il totalisa 362 victimes dont 12 tireurs d'élite.
- Gennady Iosifovitch Velichko : En service dans le 1008e régiment de fusiliers, en juillet 1943, il totalisa 360 victimes.
- Ivan Kalachnikov : Il totalisa 350 victimes dont 45 pendant la nuit.
- Philipp Iakovlevitch Roubaho : Il totalisa 346 victimes dont un char
- Abduhagi Idrisov : En service dans le 1232e régiment de fusiliers, il totalisa 349 victimes.
- Leonid Vladimirovitch Boutkevitch : En juillet 1943, il totalisa 345 victimes.
- Matthaüs Hetzenauer : (1924-2004). Tireur d'élite allemand en service dans la 3e division de montagne. Il totalisa 345 victimes, son tir le plus long fut confirmé à 1 100 mètres. Il figure parmi les meilleurs tireurs de la Wehrmacht.
- Ivan Ivanovitch Larkin : En service au 1183e régiment de fusiliers, il totalisa 340 victimes.
- Ivan Pavlovitch Gorelikov : En service dans le 29 régiment des fusiliers de la Garde, le 28 avril 1943, il totalise 338 victimes.
- Viktor Ivanovitch Medvedev : Il servit au 969e régiment de fusiliers, il totalisa 331 victimes.
- Ilya Lenovitch Grigoriev : En service au 252e régiments de fusiliers, il fit 328 victimes dont 12 tireurs d'élite.
- Ievgeni Adrianovitch Nikolaïev : En service au 14e régiment du NKVD de 1941 à 1942, il fit 324 victimes dont un général.
- Mikhaïl Adamovitch Ivasik : En service au 380e régiment de fusilliers, il remporta 320 victimes.
- Leonid Iakovlevitch Boutkevitch : (25 mars 1918 - 12 novembre 1985). Au grade de lieutenant, jusqu'en juillet 1943, il remporta 315 victimes. Le 25 octobre 1943, il lui fut attribué l'Ordre des Héros de l'Union soviétique[6]
- Jambyl Yecheïevitch Toulaïev : En service au 50e régiment de fusiliers, il comptabilisa 313 victimes dont plus de 30 tireurs d'élite.

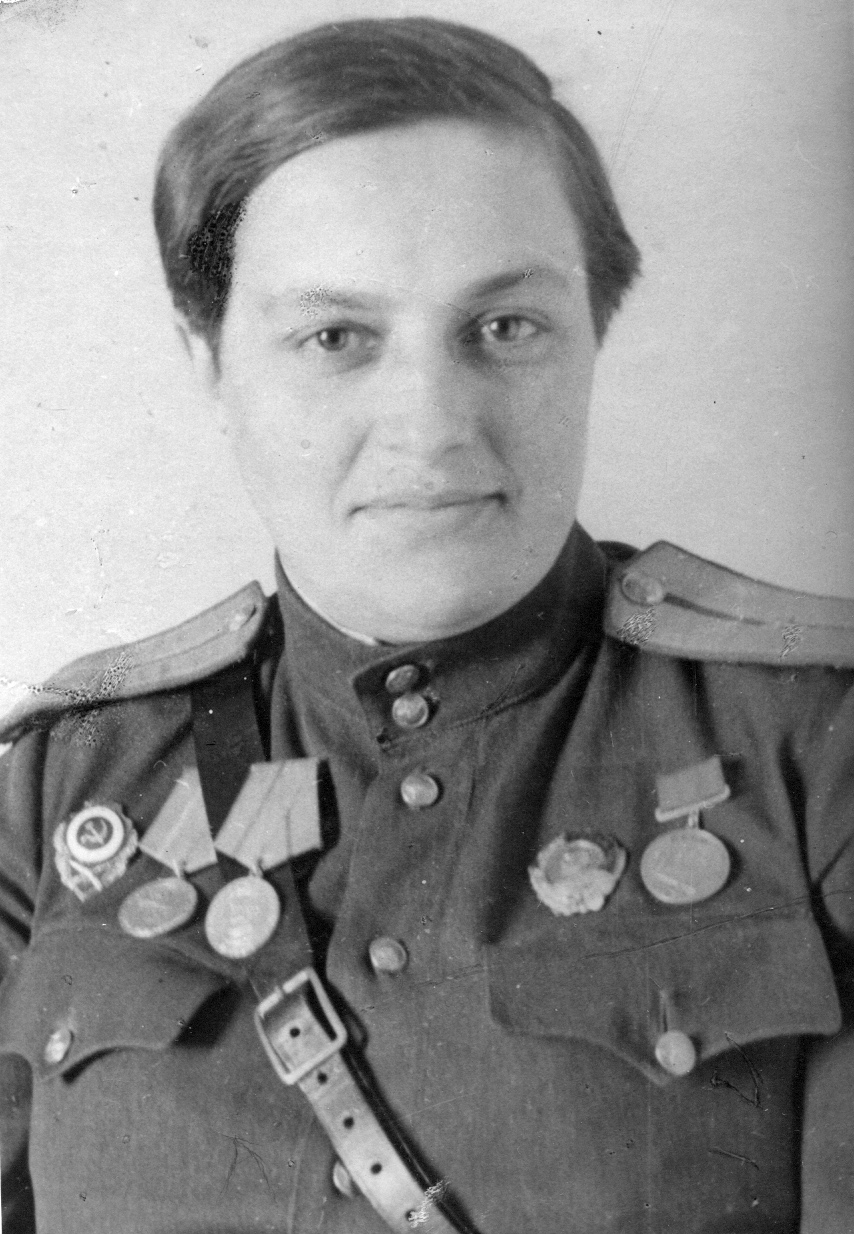
Ludmila Mikhaïlovna Pavlitchenkova

- Ludmila Mikhaïlovna Pavlitchenkova : (12 juillet 1916-10 octobre 1974). Femme tireur d'élite, en service au 54e régiment de fusiliers, elle comptabilisa 309 victimes dont 36 tireurs d'élite ennemis. En 1943, elle fut décorée de l'étoile d'or des Héros de l'Union soviétique. Elle fut la plus célèbre des tireurs d'élite féminine en Russie.
- Alexandre Pavlovitch Lebedev : En service au 1287e régiment de fusiliers, en juin 1943, il totalisa 307 victimes.
- Vassili Alexandrovitch Titov : Il totalisa 307 victimes.
- Ivan Pavlovitch Antonov : Il remporta 302 victimes.
- Ivan Timofeïevitch Dobrik : En servie au 14e régiment de fusiliers, il totalisa 302 victimes.
- Moiseï Timofeïevitch Oussik : En octobre 1943, il totalisait 300 victimes.
- Nikolaï Stepanovitch Vedernikov : En service au 969e régiment de fusiliers totalisa 300 victimes dont certaines à la mitrailleuse.
- Maxim Semionovitch Bryksin : En service au 726e régiment de fusiliers, il fit 300 victimes.
- Gennady Timofeïevitch Velichko : (1922-). Il fit 300 victimes.
- Heinz Torwald : Tireur d'élite allemand et officier SS, il aurait obtenu 300 victimes, à ce jour, son nom ne figure dans aucune des archives de la SS. Ce tireur d'élite aurait été imaginé par les Soviétiques pour alimenter leur propagande[7].
- Natalia Kovchova (1920-1942) et Maria Polivanova (1922-1942) : Binôme féminin en service au 528e régiment de fusiliers, elles obtinrent 300 victimes. Le 12 août 1942, dans l'oblast de Novgorod, engagées dans un combat inégal contre des nazis, les deux jeunes femmes blessées luttèrent jusqu'à leurs dernières forces. Encerclées par l'ennemi, elles se suicidèrent en dégoupillant une grenade entraînant dans la mort des soldats allemands[réf. souhaitée].
- Ivan Filippovitch Abdulov : En service au 849e régiment de fusiliers, il totalisa 298 victimes dont 5 tireurs d'élite et deux chars à l'aide de grenades.
- Ivan Ostafeïchouk : En service à la 397e division de fusiliers, il fit 280 victimes.
- Iakov Mikhaïlovitch Smetnev : En service dans le 210e régiment de fusiliers fit 279 victimes dont une en captivité[8].
- Vitaly Mefodievitch Bezgolosov : En service au 227e régiment de fusiliers, il totalisa 279 victimes.
- Tsyrendashi Dorgiev : En service à la 202e division de fusiliers, il totalisa 270 victimes et un avion abattu.
- Anatoli Uvanovitch Chekhov ( - 1967) : En service au 39e régiment de fusiliers, il eut pour professeur Vladimir Ptchelinzev, un des héros de la bataille de Léningrad. Il totalisa 265 victimes.
- Zhambil Evscheïevitch Toulaïev : Il totalisa 262 victimes.
- Mikhail Stepanovitch Sokhine : En service au 44e régiment de fusiliers de la Garde, il totalisa 261 victimes.
- Pavel Choretz : Il totalisa 261 victimes.
- Sepp Allerberger : Tireur d'élite allemand. En service dans la 3e brigade de montagne. De décembre 1942 à 1944, il totalisa 257 victimes[9].
- Fiodor Kouzmitch Chegodaïev : En mai 1942, il totalisait 250 victimes et un avion abattu.
- Ivan Ivanovitch Bocharov : Il totalisa 248 victimes et tua cinq prisonniers.
- Nikolaï V. Palmine : En service dans la 234e division de fusiliers. Il totalisa 247 victimes.
- Mikhaïl Ignatievitch Belousov : (21 février 1894-1er mars 1956). Lieutenant dans l'Armée soviétique. En service dans le 1179e régiment de fusiliers, de la 3e division de fusiliers de la 44e armée. Il exerça le commandement d'un peloton de tireurs d'élite. Il fut élevé au rang de Héros de l'Union soviétique, il fut décoré de l'Ordre de Lénine. En juin 1943, il totalisa 245 victimes[10].

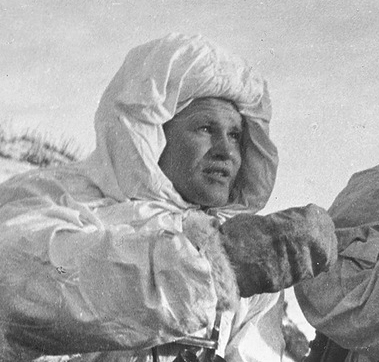
Vassili Grigorievitch Zaïtsev

- Vassili Grigorievitch Zaïtsev : (1915-1991). En service à la 4e brigade sous-marine de la flotte du Pacifique puis à la 284e division de fusiliers en Sibérie, du 10 novembre au 17 décembre 1942, il totalisa 242 victimes dont 11 tireurs d'élite y compris Heinz Thorvald[11].
- Iegor Konstantinovitch Petrov : Il totalisa 240 victimes, celles obtenues à l'aide d'une mitrailleuse ne sont pas comptées.
- Grigori Simanchouk : En service à la 72e division de fusiliers. Il fit 240 victimes.
- Ibragim Souleïmenov : En service dans la 8e division des fusiliers de la Garde, à l'été 1943, il fit 239 victimes.
- Maxim Alexandrovitch Passar : En service au 117e régiment de fusiliers, il fit 236 victimes.
- Govoroukhine : En service au 296e régiment de fusiliers, il fit 234 victimes.
- Kalimul Zeïnoutdinov : En service au 417e régiment de fusiliers, il fit 226 victimes.
- David Teboevitch Doïev : En service au 1133e régiment de fusiliers, il fit 226 victimes.
- Piotr Ivanovitch Golichenkov : Il fit 225 victimes dont 23 tireurs d'élite (les victimes à l'aide d'une mitrailleuse ne sont pas comptées).
- Mihaïl Iakovlevitch Mironov : En service au 92e régiment de fusiliers, il fit 223 victimes.
- Nikolaï V. Nikitine : Il fit 220 victimes.
- N.F Semionov : En service au 169e régiment de fusiliers, en juin 1943, le nombre de ses victimes s'élevait à 218.
- Vassili Chalvovitch Kvachantiradze : Il fit 215 victimes.
- Bruno Sutkus : En service à la 68e division d'infanterie, ce tireur d'élite allemand fit 209 victimes.
- Vahit Gazizovitch Galimov : En service au 100e régiment de fusiliers de la Garde, il fit 207 victimes.
- Ahat Ahmetyanov : Il fit 204 victimes.
- Elkin : Selon les données s'étendant de 1942 à 1943, il fit 203 victimes.
- Noj Petrovitch Adamia : En service à la 7e brigade sous-marine. Il fit 200 victimes dont 2 chars avec une arme anti-chars.
- Vassili Ivanovitch Talalaïev : En service 12e régiment de cavalerie de la Garde, il fit 200 victimes.
- M.A. Abbasov : Il fit 200 victimes.
- Fahretdin Atnagulov : Il fit 200 victimes.
- Friedrich Pein : En service à la 12e compagnie du 143e régiment de chasseurs de montagne et à la 2e compagnie du 227e régiment de chasseurs, il fit 200 victimes.
- Vassili Mikhaïlovitch Komaritsky : En service au 1183e régiment de fusiliers, il fit 200 victimes.
- Nikita Samsonovitch Afanasiev : En service au 250e régiment de fusiliers, en mars 1944, il totalisa 200 victimes.
- Vasilli Timofeïevitch Kourka : En service au 726e régiment de fusiliers, cet adolescent fit 200 victimes et un avion abattu.
- Vladimir Nikititch Krasnov : Il fit 200 victimes.
- Nikolaï Terentievitch Tkachyov : En service à la 21e division des fusiliers de la Garde, il fit 200 victimes.
- Anatoli Vladimirovitch Kozlyonkov : En service au 483e régiment des fusiliers de la Garde, il fit 194 victimes dont deux chars à l'aide de grenades et trois halftracks.
- Dorgi Uhinov : Il fit 193 victimes.
- M. Amaïev : Il fit 192 victimes.
- Mamed Ali Abbasov : En service à la 69e brigade sous-marine, fin 1943, il totalisa 187 victimes.
- Gavriil Nikititch Handoguine : En service au 922e puis au 674e régiment des fusiliers, il totalisa 182 victimes et un char détruit à l'aide de grenades.
- Stapan Petrovitch Denisenko : En service à la 336e division de fusiliers, il fit 181 victimes.
- Gefreiter Meyer : Il totalisa 183 victimes.
- Zagid Kalievitch Rahmatoulline : En service à la 14e division du NKVD, il fit 177 victimes.
- Ivan Brezguine : Il fit 170 victimes.
- Zahar Kylia : Il fit 170 victimes.
- Iouri Borisov : En service au 234e régiment de fusiliers, il fit 170 victimes.
- Stoudentov : En novembre 1942, il totalisa 142 victimes.
- Nikolaï Gorbatenko : Il fit 168 victimes.
- Duysenbay Shinibekov : Il fit 165 victimes.
- Nikolaï Samsonov : En 1942, il totalisa 162 victimes.
- Nikolaï Petrovitch Lepski : Il totalisa 162 victimes.
- Prochaguine : Il totalisa 156 victimes.
- Vassili Rataïev : Il totalisa 156 victimes.
- Timofeï Gerasimovitch Bodarenko : En juin 1944, il totalisa 156 victimes.
- Alexandre Andreïevitch Kalinine : En décembre 1941, il totalisa 155 victimes.
- Iekaterina Zouranova : Femme tireur d'élite, elle totalisa 155 victimes.
- Dmitri Iosifovitch Chechikov : En service à la 34e division de fusiliers, en avril 1942, il totalisa 154 victimes.
- Vladimir Ptchelinzev : Il totalisa 152 victimes.
- Alexeï Abdurahmanovitch Kourbanov : En service au 282e régiment de fusiliers, en 1943, il totalisa 150 victimes.
- Janis Voldemarovitch Vilhelms : (23 novembre 1903-22 décembre 1990). Au cours de la bataille de Moscou, il fut blessé à trois reprises. Pour son comportement héroïque aux combats il fut élevé au grade sous-lieutenant. Il exerça le commandement du 92e régiment de la 201e division de fusiliers lettons. Le 21 juillet 1942, il fut déclaré Héros de l'Union soviétique. Décoré de l'Ordre de Lénine (1re classe) Il fit 150 victimes plus un char détruit[12].
- Piot Nikolaïevitch Sofronov : En service au 801e régiment de fusiliers, il fit 150 victimes.
- Ivan Romanovitch Izegov : En service au 60e régiment de fusiliers, en juin 1942, il totalisa 144 victimes.
- Inna Semionovna Moudretsova : Elle totalisa 143 victimes.
- Alexeï Ivanovitch Trousov : Il totalisa 141 victimes.
- Mikhaïl G. Gannochka : Il totalisa 138 victimes.
- Nikolaï N. Ostoudine : En service au 296e régiment de fusiliers, il fit 137 victimes.
- Ivan Dmitrievitch Vezhlivtsev : En service à la 1re division de fusiliers, en février 1942, il totalisa 134 victimes.
- Pavel Erastovitch Tchkhediany : En service au 1080e régiment de fusiliers, il totalisa 131 victimes.
- Grigori Semionovitch Gaponov : En service au 453e régiment de fusiliers, en décembre 1944, il totalisa 130 victimes.
- Saïd Davydovitch Aliyev : En service à la 10e division de fusiliers de la Garde, il totalisa 130 victimes.
- Vladimir Dmitrienko : Il totalisa 130 victimes.
- Alexeï Afanasevitch Mironov : (11 avril 1912-30 mars 1945), Tireur d'élite iakoute, le 26 juillet 1943, il fut déclara Héros de l'Union soviétique, blessé au cours de combats en Hongrie, il décèdera le 30 mars 1945. En mai 1943, il totalisait 129 victimes[13].
- Ashirali Osmanaliev : En service à la 8e division des fusiliers de la Garde, il totalisa 128 victimes.
- Nikolaï M. Voznov : En octobre 1942, il totalisa 126 victimes.
- Mikhaïl Mitrofanovitch Minchenkov : En service à la 184e division des fusiliers de la Gare, il totalisa 125 victimes et 10 prisonniers.
- Fiodor Ouhov : En juin 1942, il totalisa 125 victimes
- Tatiana Kostyrina : En service à la 383e division de fusiliers, elle totalisa 125 victimes.

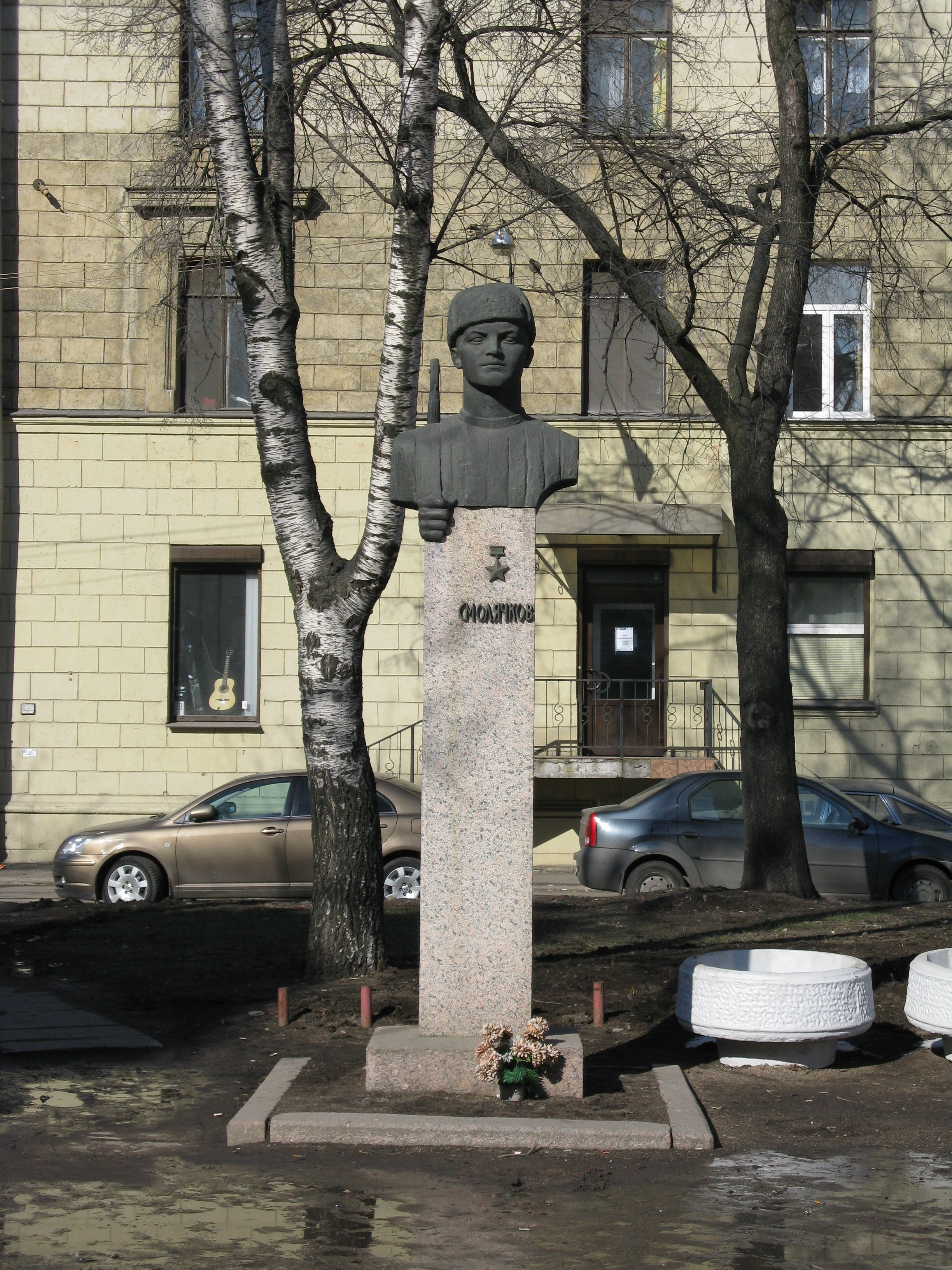
Monument dédié à Feodosi Artyomovitch Smolyachkov à Saint-Pétersbourg

- Feodosi Artyomovitch Smolyachkov : (12 juillet 1923-15 janvier 1942) Au cours des combats sur le front de Léningrad, il totalisa 125 victimes. Il fut tué par un tireur d'élite allemand dans les environs de Poulkovo (au sud de Léningrad). À titre posthume, il fut déclaré Héros de l'Union soviétique (6 juin 1942)[14].
- Sh. Zambora : En service à la 10e division de fusiliers de la Garde. Il totalisa 125 victimes.
- Nikolaï Zalesskin : Il totalisa 125 victimes
- Ivan Timofeïevitch Seliverstov : En service à la 128e division de fusiliers, il totalisa 124 victimes
- : en service à la 86e division de fusiliers de Tartu, elle totalisa 122 victimes
- Oleh dir : tireur d'élite allemand, il totalisa 120 victimes.
- Leonid Vassilievitch Ivanov : Il totalisa 119 victimes.
- Stepan Petrovitch Loskoutov : en service au 857e régiment de fusiliers, en juillet 1942, il totalisa 117 victimes.
- Janis Roze : En service au 130e corps de fusiliers, il totalisa 116 victimes.
- Georgui Konstaninovitch Fiodorov : Il totalisa 116 victimes.
- Grebenyuuk : En 1942-1943, il totalisa 116 victimes.
- Opara : Dans la période située entre 1942 et 1943 il totalisa 114 victimes.
- Karasyov : Dans la période s'étendant de 1942 à 1943 il totalisa 112 victimes.
- Grounine : Dans une période allant de 1942 à 1943 il totalisa 109 victimes.
- Voïtenko : Dans la période de 1942 à 1943, il totalisa 108 victimes.
- Dmitri Alexeïevitch Goulyalyev : En service au 1289e puis au 1106e régiment de fusiliers, en décembre 1942, le nombre de ses victimes s'élevait à 102.
- Ahmet Zhoumagulov : À l'été de 1943, le nombre de ses victimes s'élevait à 101.
- Smirnov: En service au 296e régiment de fusiliers, il totalisa plus de 100 victimes.
- Popov : Il totalisa plus de 100 victimes.
- Kanichine : Il totalisa plus de 100 victimes.
- Saltykov : En service au 296e régiment de fusiliers, il totalisa plus de 100 victimes.
- Vdovichenko : En service au 296e régiment de fusiliers, il totalisa plus de 100 victimes.

- Harlamov : En service au 296e régiment de fusiliers, il totalisa plus de 100 victimes.
- Roza Chanina : Elle rejoignit l'Académie pour les femmes tireurs d'élite à Podolsk puis servit à la 184e division (1924-28 janvier 1945). Elle fut tuée lors d'un combat en province de Prusse-Orientale. Elle totalisa plus de 100 victimes.
- Galim Koyshibayev : En service au 1280e régiment de fusiliers, il totalisa plus de 100 victimes.
- Iosif Iosifovitch Piliouchine : (1903-) Tireur d'élite soviétique. Au cours du siège de Léningrad, au grade sergent, il totalisa plus 100 victimes puis en qualité d'instructeur, il forma plus de 400 tireurs d'élite. Dans l'un de ces engagements, il fut grièvement blessé à l'œil droit. Après sa sortie de l'hôpital, il maîtrisa parfaitement le tir à l'épaule gauche, il reprit du service. En 1944, il fut renvoyé des services de l'armée. Son épouse et ses deux enfants trouvèrent la mort au cours du siège de Léningrad. En 1950, il perdit totalement la vue. Il écrivit et publia ses Mémoires sous le titre de Sous les murs de Léningrad. Il fut décoré de l'ordre du Drapeau rouge, de l'ordre de l'Étoile rouge et reçut la médaille de la bravoure[15].
- Fiodor Alexeïevitch Harchenko : En service au 13e régiment de fusiliers, il totalisa moins de 100 victimes.
- Huusen Androuhaev : Il totalisa moins de 100 victimes.
- Ivan Petrovitch Merkoulov : En service à la 610e division de fusiliers, il totalisa moins de 100 victimes.
- P.P. Chermonaz : Il totalisa moins de 100 victimes.
- N.A. Vakser : Il totalisa moins de 100 victimes.
- V.S. Benyaguine : Il totalisa moins de 100 victimes.

- Iegor Ivanovitch Dergilev : En service au 605e régiment de fusiliers, il totalisa 98 victimes.
- Aliya Moldagulova : Femme tireur d'élite (25 octobre 1925-14 janvier 1944). En 1942, elle s'enrôla dans l'Armée rouge, en 1943, elle sortit diplômée de l'école de formation des tireurs d'élite pour femmes. La même année, en qualité de tireur d'élite, elle servit dans la 22e Armée (front de la Baltique). Elle trouva la mort lors de combats dans la région de Novosokolniki. À titre posthume, elle fut déclarée Héros de l'Union soviétique et fut décorée de l'Ordre de Lénine (14 janvier 1944)[16]. Elle totalisa moins de 91 victimes dont certaines en combats rapprochés.
- Nina Lobkovskaïa : Femme tireur d'élite, elle fit un total de 89 victimes.
- Fiodor Ivanovitch Krivokon : Il fit 86 victimes dont 14 Japonais.
- Tatiana Chernova : Elle fit un total de 81 victimes.
- Pavel Iegorevitch Chikounov : En service au 515e régiment de fusiliers, il fit 78 victimes.
- Lidya Bakieva : Elle remporta un total de 78 victimes.
- Nikolaï Vassilievitch Prohorov : Il totalisa 77 victimes.
- Lidya Goudovantseva : Elle fit 76 victimes.
- Ivan Ivanovitch Bogatyr : En service au 456e régiment de fusiliers, il totalisa 75 victimes.
- Maria I. Morozova : Elle fit 75 victimes.
- Alexandre Vassilievitch Ivkov : En service au 629e régiment de fusiliers, il totalisa 73 victimes.
- I.M. Mamedov : Il fut crédité de 70 victimes.
- Yegor Ivanovitch Myreïev : Il fit 65 victimes.
- Helmut Wirnsberger : Tireur d'élite allemand, il totalisa 64 victimes.
- Vassili Iefimovitch Pospelov : En service au 16e régiment du NKVD, il fut crédité de plus de 60 victimes dont un certain nombre de tireurs d'élite ennemis et la destruction d'un char d'assaut avec un lance-roquettes.
- Galina Rivkina : Elle fit plus de 60 victimes.
- Dimitri Grigorievitch Serguienkov : En service au 166e régiment de fusiliers de la Garde, il totalisa moins de 60 victimes, 16 prisonniers, trois chars d'assaut.
- P. Gryaznov : Il fit 57 victimes.

- Nikolaï Sanine : En service à la 21e division de la Garde, il totalisa plus de 50 victimes.
- I. Pronkine : En service à la 123e division de fusiliers, il fit un total de plus de 53 victimes.
- Konstantin P. Kizirov : En service au 25e régiment frontalier, il totalisa plus de 50 victimes.
- Iegor Fedchenkov : En service au 473e régiment de fusiliers, il remporta plus de 50 victimes.
- Tatiana Baramzina : (12 décembre 1919-5 juillet 1944) À la déclaration de la Seconde Guerre mondiale, elle suivit des cours d'infirmière puis en 1943 entra en service dans l'Armée rouge. En 1944, elle fit son diplôme de tireur d'élite. La même année, sur le front, elle fit 16 victimes. Mais en raison de sa mauvaise vision, elle fut incorporée au service de transmissions. Le 5 juillet 1944, elle fut envoyée à l'arrière des positions ennemies. En mars de la même année, près du petit village de Pekaline, elle rencontra un bataillon de forces ennemies supérieures en nombre. Au cours du combat engagé contre les forces allemandes de nouveau elle reprit son fusil de tireur d'élite, elle réussit à tuer 20 soldats ennemis. Tatiana Baramzina tira jusqu'à sa dernière balle. Quand les munitions furent épuisées, elle fut capturée puis torturée par les nazis, mais ils ne parvinrent pas à la faire parler. Elle fut exécutée le 5 juillet 1944. Elle totalisa 36 victimes. Le 24 mars 1945, à titre posthume, il lui fut décerné le titre honorifique de Héros de l'Union soviétique et reçut l'ordre de Lénine[17].